# Heart Mountain
Heart Mountain är ett berg i Kanada.   Det ligger i provinsen Alberta, i den centrala delen av landet, 2 900 km väster om huvudstaden Ottawa. Toppen på Heart Mountain är 2 135 meter över havet, eller 61 meter över den omgivande terrängen. Bredden vid basen är 0,98 km.
Terrängen runt Heart Mountain är kuperad åt sydost, men åt nordväst är den bergig. Trakten runt Heart Mountain är nära nog obefolkad, med mindre än två invånare per kvadratkilometer.. Närmaste större samhälle är Canmore, 17,0 km väster om Heart Mountain.
I omgivningarna runt Heart Mountain växer i huvudsak barrskog.